# Guajuco
Guajuco (del náhuatl: Kwaxokok ‘palo agrio’) (Valle de Cuarisezapa, Nuevo Reino de León, 1587 - Monterrey, 1625) fue un caudillo indígena guachichil, intermediario cultural, intérprete y posteriormente líder de la Rebelión de 1624 en el Nuevo Reino de León.
Hábil diplomático y conocedor de la cultura española, fue tanto aliado de la Corona como protagonista de una de las rebeliones más importantes del reino. Su figura, envuelta en ambigüedad histórica, ha sido considerada la más destacada entre los líderes indígenas guachichiles en la época virreinal.
Educado desde niño entre los españoles en la villa de Santa Lucía, dominaba tanto el idioma huachichil como el español, y participó activamente en la política esclavista fronteriza del siglo XVII. En 1624 lideró, junto con su hermano Colmillo, una incursión armada contra Monterrey, en lo que fue una de las mayores rebeliones indígenas registradas en la región del noreste novohispano durante ese siglo.

## Biografía

### Origen y formación
Guajuco nació hacia finales del siglo XVI en el antiguo valle de Cuarisezapa, territorio dominado por los guachichiles, uno de los principales pueblos chichimecas del norte de la Nueva España. El nombre Guajuco, que viene del náhuatl kwawitl "palo" y xokok "agrio", fue probablemente un apelativo de liderazgo.
Hablaba varios idiomas indígenas y también español, lo cual le dio un papel privilegiado como intérprete y mediador. Por haber sido criado entre españoles, los cronistas lo describieron como "muy ladino". No se ha documentado con certeza su nombre de bautismo, aunque por su cercanía con las autoridades religiosas y civiles es posible que haya sido cristianizado. Tenía un hermano menor, también cacique, conocido como "Colmillo", con quien formó una dupla militar dominante en el sur del reino.

### Ascenso político y relaciones con los españoles
Durante varios años, Guajuco colaboró activamente con los españoles en campañas militares, especialmente en las llamadas albazos o ataques sorpresa, así como en mariscadas, incursiones para capturar indígenas con fines de esclavización. Gracias a esta colaboración, se convirtió en un aliado político y militar de peso en la región. En 1621 fue llevado a la Ciudad de México y presentado al virrey Diego Carrillo de Mendoza, quien lo distinguió con el título de capitán indígena y lo agasajó con ropas lujosas y regalos. De regreso en Monterrey, Guajuco ejerció como cacique regional con amplios poderes, especialmente sobre las comunidades indígenas al sur del río Santa Catarina.

### Rebelión de 1624
En secreto, planeó una rebelión generalizada entre los pueblos que rechazaban el dominio español. A comienzos de 1624, junto con su hermano Colmillo y otras naciones aliadas, encabezó una revuelta que culminó el 8 de febrero de 1624 con un ataque armado contra la ciudad de Monterrey. Los indígenas, coordinados y bien organizados, irrumpieron en la ciudad causando incendios, muertes y saqueos. Se enfrentaron a los colonos, que apenas lograron resistir dentro del convento y las casas. Los franciscanos tomaron armas, y la ciudad estuvo a punto de caer. Finalmente, tras algunas horas de combate, los rebeldes se retiraron llevándose consigo gran cantidad de animales y bienes. El ataque, aunque fallido en su intento de destruir la ciudad, tuvo un impacto en el imaginario y marcó la historia militar de la región.

### Perdón y caída
Tras la rebelión, fue capturado o persuadido a rendirse. Fue nuevamente llevado ante el virrey, quien, en lugar de ejecutarlo, ratificó su título de capitán indígena y lo regresó a la región con un nuevo intento de pacificación. No obstante, su imagen entre los pueblos indígenas se deterioró rápidamente. Muchos lo veían ya como un tirano ambicioso que abusaba de su poder, imponía tributos y cometía saqueos. A comienzos de 1625, fue asesinado por sus propios aliados indígenas, quienes, hartos de sus abusos, decidieron ajusticiarlo.

## Legado
La figura de Guajuco ha perdurado en la historia del noreste de México. Su nombre quedó grabado en la toponimia regional: el valle donde lideró su rebelión fue renombrado como Valle de San Nicolás del Guajuco, y hoy en día subsiste el Cañón de Huajuco como zona geográfica del municipio de Santiago, Nuevo León.
Historiadores como Israel Cavazos Garza lo han descrito como un personaje ambivalente y complejo, capaz de jugar a dos bandos: líder insurgente y colaborador español. Su rebelión es la más documentada del siglo XVII en el Nuevo Reino de León, y representa un caso excepcional de resistencia indígena urbana en la frontera norte novohispana.